# Будівництво 447 і ВТТ
Будівництво 447 і ВТТ — підрозділ системи виправно-трудових установ ГУЛАГ.
Час існування: організовано між 17.03.49 і 06.04.49 (перейменовано з Будівництва 907 і ВТТ);

закрите 17.04.50 (виробничі об'єкти передані ВТТ Буд-ва 258).

## Підпорядкування і дислокація
- ГУЛПС (як наступник ВТТ Буд-ва 907).

Дислокація: Естонська РСР, м. Усть-Нарва (нині Нарва-Йиесуу);
м. Нарва на 12.10.49.

## Виконувані роботи
- будів.-монтажні роботи по з-ду «Двигун» і комб. № 7 (Завод зі збагачення урану в Сілламяе),
- робота в хутровій майстерні і на авторем. базі,
- буд-во каменеобробного з-ду, житла, комунікацій,
- видобуток вапняку на Вазалемському родовищі, в тому числі облицювального для буд-ва МДУ

## Чисельність з/к
- 01.07.49 — 3186,
- 01.01.50 — 4922,
- 01.04.50 — 4407